# André Jeanquartier
André Jeanquartier (* 1941 in Le Locle, Schweiz) ist ein Schweizer Jazz-Pianist.

## Werdegang
Nach seinem Schulabschluss arbeitete Jeanquartier als Volksschullehrer in Neuchâtel. Nebenbei betätigte er sich als Musiker und reiste u. a. nach Paris, Berlin, Stockholm, und andere europäische Hauptstädte. Darauf war er auch als Französischlehrer in Hannover beschäftigt. 1970 begann er sein Kompositionsstudium in Graz bei Waldemar Bloch. Seinen Abschluss machte er mit Auszeichnung. Währenddessen und auch noch in den folgenden Jahren nahm er als Pianist an zahlreichen Jazzfestivals in Spanien, Polen, Ungarn, Jugoslawien, Indien und noch anderen Staaten teil. Sein erster Preis wurde ihm beim Jazzaldia in Donostia / San Sebastián übergeben. Zudem gewann er auch den Musikförderungspreis der Stadt Graz und das Goldene Ehrenzeichen des Landes Steiermark.
Seit 1983 war Jeanquartier Lehrer an der Musikhochschule Graz (Universität für Musik und darstellende Kunst Graz) für die Fächer Improvisation, Klavierpraxis und Repertoire Ensemble für Vokalisten und ist seit 2007 in Pension.
Jeanquartier wirkte bei ca. 15 LPs und CDs mit Tone Janša, Art Farmer, Bob Brookmeyer, Toots Thielemans und anderen bekannten Jazzmusikern mit. Weiter gehörte er zu den Murwater Ramblers.
Jeanquartier ist seit 1975 verheiratet und ist Vater von drei Kindern. Seit 2000 beschäftigt er sich auch mit Aquarellmalerei.